# Sudden (Rapper)
Sudden (* 20. Dezember 1988, bürgerlich: Steven Matyssek) ist ein deutscher Rapper aus Salzgitter.

## Musikalische Karriere
Im Jahr 2005 begann Sudden zuhause mit ersten Aufnahmen seiner Raps. Durch diese Aktivität kam er schnell mit Gleichgesinnten in seiner Region in Kontakt. So kam es, dass der Berliner Rapper MOK der Sekte Sudden 2007 bei seinem Label Yo!Musix unter Vertrag nahm. Ende des Jahres war Sudden im Video zum Song Hardcore Hiphop, auf welchem neben Sudden auch Asek, Fauzy Faust und Chefkoch vertreten waren. Zu der Zeit war Sudden mit den Aufnahmen zu seinem Debütalbum Hate it or love it beschäftigt, welches er hauptsächlich mit dem Produzenten Beatzarre aufnahm. Aufgrund von Komplikationen innerhalb des Labels wurde das Album jedoch nicht veröffentlicht. So folgte kurze Zeit darauf die Trennung von Yo!Musix.
Danach wurde Sudden beim Plattenlabel Trailerpark unter Vertrag genommen. Dort veröffentlichte Sudden im Jahr 2009, mit zwei Jahren Verspätung, das Mixtape Hate it or love it als Gratisdownload. Kurz darauf war Sudden auch auf dem Labelsampler Crackstreet Boys vertreten.
Am 10. Dezember 2010 erschien Suddens Debütalbum Romantisches Arschloch. Dazu erschienen die beiden Videoauskoppelungen Monster und Romantisches Arschloch. Gastbeiträge stammten von Dana, Index und Greckoe.
Es folgte 2012 die Kompilation Crackstreet Boys 2, die 2013 von der Bundesprüfstelle für jugendgefährdende Medien indiziert wurde. Neben einigen Crewtracks ist Sudden dort mit dem Solosong Pokémonkarten vertreten. Ende 2012 erschien das Lied Nackt als Exclusivetrack auf MeinRap.de. 2013 kündigte Sudden über Twitter ein neues Soloalbum an. Dieses, wie er auf der Streaming-Plattform Twitch verkündete, sollte Anfang des Jahres 2015 veröffentlicht werden. Bei der Release-Party von Crackstreet Boys 3 kündigte er das Album für den 6. März 2015 an. Am 22. November 2014 wurde die erste Videosingle Super Sudden veröffentlicht, am 23. Januar folgte Dörte Müller. Schon am 25. Februar folgte kurz vor der Veröffentlichung seines zweiten Albums Superkräfte seine dritte Videosingle Hitler töten zusammen mit Alligatoah auf dessen YouTube-Kanal. Am 2. November 2018 veröffentlichte er das Album Ihr Braucht mich.

## Privatleben

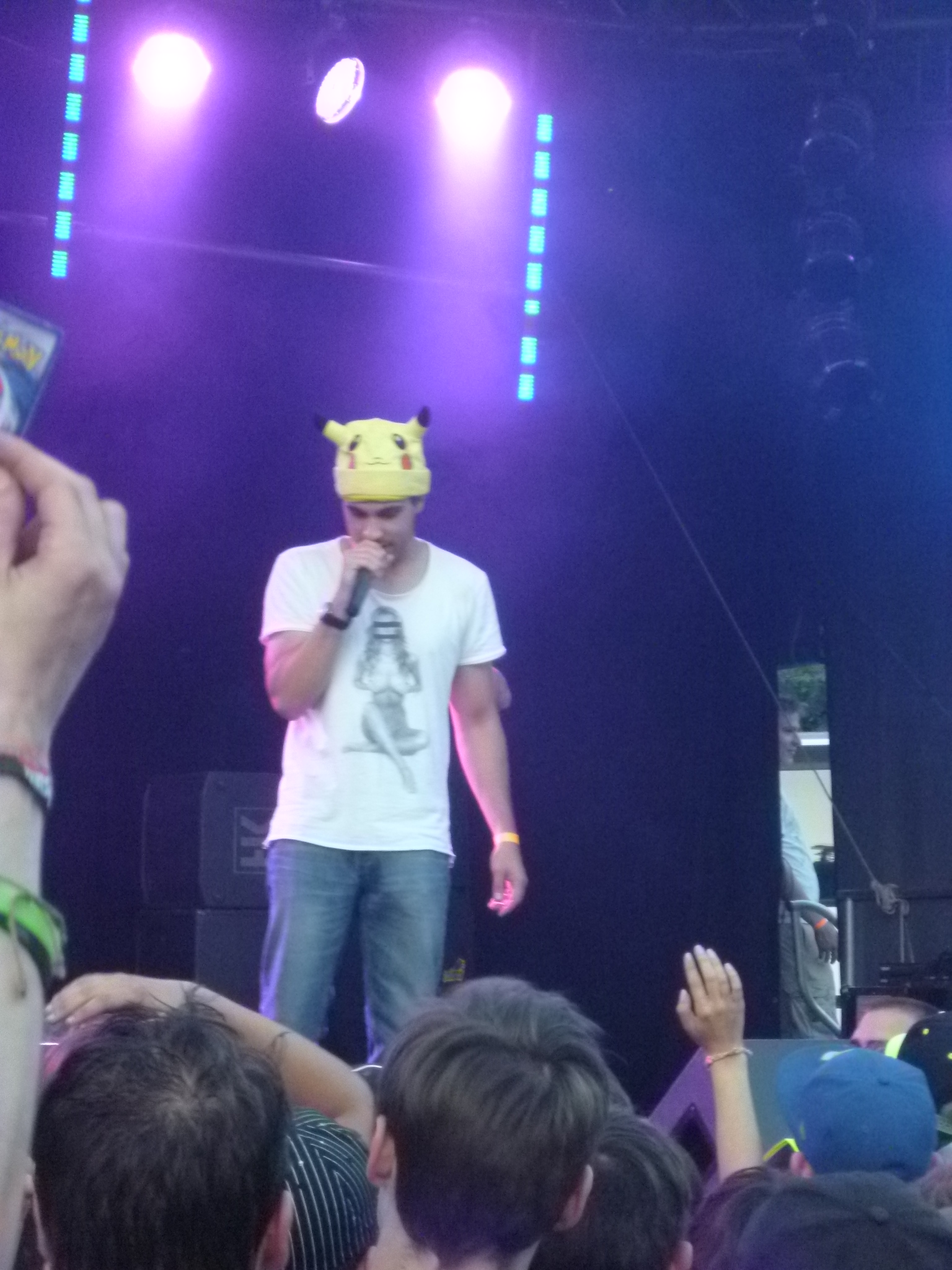
Sudden live

Bevor Matyssek sich voll auf die Musik konzentrierte, machte er eine schulische Ausbildung zum Wirtschaftsinformatiker, holte sein Fachabitur nach und schloss eine Ausbildung zum Groß- und Außenhandelskaufmann ab. Sein Bruder ist der Gitarrist Patrick Matyssek, der Mitglied der Band Forever It Shall Be ist.

## Diskografie
Alben
- 2010: Romantisches Arschloch
- 2015: Superkräfte
- 2018: Ihr braucht mich

Mixtapes
- 2009: Hate It or Love It (Free Mixtape)
- 2011: Und mein nächstes Album kaufst du! (Free Mixtape)

Sampler
- 2009: Crackstreet Boys (Labelsampler mit Trailerpark)
- 2012: Crackstreet Boys 2 (Band-Album mit Trailerpark)
- 2014: Crackstreet Boys 2 X Version (Band EP mit Trailerpark)
- 2014: Crackstreet Boys 3 (Band-Album mit Trailerpark)
- 2017: TP4L (Band-Album mit Trailerpark)

Freetracks
- 2008: Hate Me I Love Me
- 2009: So scheiße wie du (Promotrack)
- 2009: Wer?
- 2010: Aufm Trip (feat. B-Tight, Pimpulsiv, DNP, Johnzen & Meister Elch)
- 2011: Es ist geil, ein Arschloch zu sein (MeinRap.de)
- 2011: Mach dich Frei (mit McTwist; MeinRap.de)
- 2012: Nackt (MeinRap.de)

Singles
- 2010: Romantisches Arschloch
- 2010: Monster
- 2010: Killersound 2
- 2014: Super Sudden
- 2015: Dörte Müller
- 2015: Hitler töten (feat. Alligatoah)
- 2016: Pokémon Go (Rote Edition)
- 2018: Willst du mit mir gehen?
- 2018: Wettergott
- 2018: Viel zu High
- 2018: Happy Birthday to Me

Features
- 2007: Hardcore Hiphop (MoK feat. Asek, Sudden, Fauty Faust, Chefkoch)
- 2007: Strassenmukke (Sudden Remix) (Mok feat. Sudden)
- 2009: Rap Skit 2 (Mok feat. Sudden)
- 2010: Wohnwagensiedlung (Pimpulsiv feat. DNP, Sudden, Dana)
- 2011: Partycrasher (DNP feat. Pimpulsiv, Sudden)
- 2012: VBT 2012 EstA 16el-Finale HR (EstA feat. Sudden, McTwist)
- 2013: VBT Splash! 2013 4tune Finale RR (4tune feat. Happy Beckmann, Dollar John, Sudden)
- 2015: Kim (Joshi Mizu feat. Sudden)